# Wettervorhersage
Die Wettervorhersage bzw. der Wetterbericht wird von staatlichen und privaten Wetterdiensten geleistet. Die Voraussetzung dazu liefert die Meteorologie als Disziplin der Naturwissenschaft.
Ziel der Wettervorhersage ist die Prognose eines Zustandes der Atmosphäre zu einer bestimmten Zeit an einem bestimmten Ort oder in einem bestimmten Gebiet. Dabei sind tatsächlich nicht nur Wettererscheinungen, die sich am Boden auswirken, gemeint, sondern es wird die gesamte Erdatmosphäre betrachtet.

## Erstellung
Als physikalisches Ereignis lässt sich das Wetter durch entsprechende Naturgesetze beschreiben. Die grundlegende Idee einer Wetterprognose ist es, aus einem bereits vergangenen und dem aktuellen Zustand der Atmosphäre, unter Anwendung der bekannten physikalischen Regeln, einen Zustand in der Zukunft abzuleiten.
Die mathematischen Konstrukte, welche diese physikalischen Regeln beschreiben, sind allerdings sogenannte nichtlineare Gleichungen. Das bedeutet, dass bereits kleine Änderungen im Ausgangszustand zu relativ großen Veränderungen am Ergebnis der Rechnung führen können (siehe auch: Schmetterlingseffekt).
Es wird im Wesentlichen zwischen einer manuellen oder synoptischen Wettervorhersage und einer numerischen Wettervorhersage unterschieden, wobei heute immer noch eine Kombination beider Verfahren zur Anwendung kommt. Dies hängt damit zusammen, dass auch aktuelle numerische Prognosemodelle unzureichende Ergebnisse liefern. Um die lokale Klimatologie von Wetterstationen zu berücksichtigen, werden heutzutage den numerischen Berechnungen noch statistische Verfahren nachgeschaltet, wie z. B. die MOS-Verfahren Model Output Statistics.
Die Daten über den aktuellen Zustand der Atmosphäre kommen von einem Netz von Bodenmessstationen, die Windgeschwindigkeit, Temperatur, Luftdruck und Luftfeuchtigkeit sowie Niederschlagsmengen messen. Zusätzlich werden auch Daten von Radiosonden, Wettersatelliten, Verkehrsflugzeugen und Wetterschiffen verwendet. Problematisch ist dabei die unregelmäßige Verteilung dieser Beobachtungen und Messungen, sowie die Tatsache, dass in geringer entwickelten Ländern und über den Ozeanen relativ wenige Messstationen vorhanden sind.
Bezugszeit für einen Tag im Wetterbericht (Mo, Di, Mi,…) ist in der Regel 23:51 UTC des Vortages bis 23:50 UTC. Da die Tiefsttemperaturen eines Tages in der Zeit um den Sonnenaufgang herum zu messen sind, bezieht sich das Tagesminimum im Wetterbericht auf diese Zeit und wird daher manchmal auch Frühwert genannt. Ein Beispiel: Die Nacht von Samstag auf Sonntag soll besonders kalt werden, mit der tiefsten Temperatur kurz vor Sonnenaufgang. Diese Temperatur findet man im Wetterbericht dann als Tagesminimum vom Sonntag.

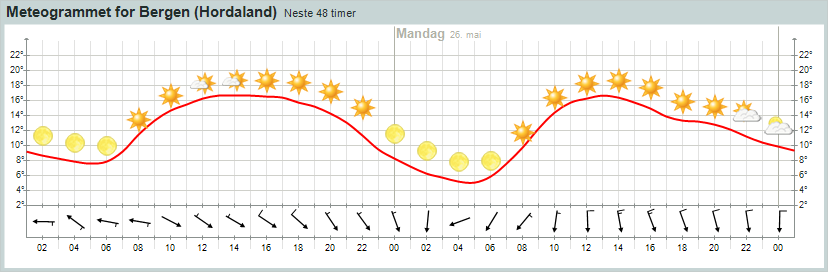
Vorhersage-Meteogramm des norwegischen Wetterdienstes yr.no für Bergen (Hordaland), 25. und 26. Mai 2007

Vorhersagesymbol: „sonnig“
Vorhersagesymbol: „wechselhaft“
Vorhersagesymbol: „bedeckt“
Vorhersagesymbol: „Regenschauer“
Vorhersagesymbol: „Regen“
Vorhersagesymbol: „Gewitter“
Vorhersagesymbol: „Schneefall“

- Vorhersagesymbol: „sonnig“
- Vorhersagesymbol: „wechselhaft“
- Vorhersagesymbol: „bedeckt“
- Vorhersagesymbol: „Regenschauer“
- Vorhersagesymbol: „Regen“
- Vorhersagesymbol: „Gewitter“
- Vorhersagesymbol: „Schneefall“

## Verlässlichkeit
Heute ist eine Prognose für die kommende Woche ungefähr so zuverlässig, wie sie es vor dreißig Jahren für den nächsten Tag war. Die 24-Stunden-Vorhersage erreicht eine Eintreffgenauigkeit von gut 90 %. Die Treffsicherheit für die kommenden 3 Tage beträgt etwas mehr als 75 %.
Die Zuverlässigkeit schwankt jedoch sehr stark in Abhängigkeit von der Wetterlage. So ist es bei einer stabilen Winterhochdrucklage manchmal problemlos möglich, eine Woche mit 90 % Sicherheit zu prognostizieren. Dagegen liegt die Prognosegüte bei einer instabilen Gewitterlage im Sommer oft deutlich unter 70 % für 24 Stunden. Ebenfalls muss man bei der Prognosegüte zwischen Temperatur und Niederschlag unterscheiden. Temperaturen können deutlich genauer als Niederschlag prognostiziert werden.
Seit 1968 ist die Qualität der DWD-Modellvorhersagen stetig gestiegen. Neue, leistungsfähigere Rechner und verbesserte Wettermodelle wie auch verbesserte Satellitendaten führten oftmals zu einem sprunghaften Anstieg der Genauigkeit in Richtung Optimum (1,0), wie hier am Beispiel der Bodendruckvorhersagen. Ab 1978 konnten statt zwei dann vier Vorhersagetage gerechnet werden, ab 1991 sogar sieben Tage. 2008 war eine Sieben-Tage-Vorhersage besser als die Zwei-Tage-Vorhersage zu Beginn des Computerzeitalters 1968. Eine sehr gute Übersicht über die historische und heutige Genauigkeit von Unwetterwarnungen und Wettervorhersagen ergibt die Broschüre Wie gut sind Wettervorhersagen? des Deutschen Wetterdienstes. Mit einer Trefferquote von über 90 Prozent sagt der Deutsche Wetterdienst heute die Temperatur des folgenden Tages voraus, vor 30 Jahren betrug dieser Wert nur gut 70 Prozent; bei der Windgeschwindigkeit sind die Angaben in über 95 Prozent korrekt, bei der Niederschlagsmenge in über 80 Prozent der Fälle.

### Gründe für die fehlende Verlässlichkeit
Teilweise ist die Wettervorhersage nicht so verlässlich, wie die Allgemeinheit und verschiedene Fachgebiete es sich wünschen. Dies hängt vor allem mit zwei Ursachen zusammen:
1. der unvollständigen Kenntnis des tatsächlichen Geschehens in der Erdatmosphäre.
  1. Was geschieht genau in der Atmosphäre? → Grundlagenforschung. Noch unverstandene Wetterphänomene müssen erforscht werden. Beispiel: Wie interagieren Eigenschaften des Bodens (Wärme, Feuchtigkeitsgehalt, Albedo) mit den tieferliegenden Luftschichten?
  2. Wo und wann geschieht etwas in der Atmosphäre? → Nicht alle benötigten Daten werden erhoben, und wo sie erhoben werden, geschieht dies zwangsläufig mit Lücken. Beispiele: Nicht überall stehen Wetterstationen, Gebirgstäler werden von Wetterradars nicht immer abgedeckt, die Zahl der Wetterballons ist aufgrund der Kosten sowohl in der räumlichen als auch zeitlichen Abdeckung begrenzt.
  3. Wie geschieht etwas in der Atmosphäre? → Die tatsächlichen meteorologischen Zusammenhänge müssen in ein genügend genaues rechnerisches Modell übersetzt werden. Diese reflektieren die jeweiligen Fortschritte in der Grundlagenforschung wie auch der Rechenkapazität der Computer (Das Rechengitter hat derzeit typischerweise eine Maschenweite von 1 km - 20 km). Die mittleren Effekte der Vorgänge die auf kleineren Skalen als der Rechengitterweite stattfinden (z. B. Schmelzen eines Hagelkorns) müssen mittels vereinfachenden Näherungen (sogenannten Parametrisierungen) beschrieben werden.
2. der grundsätzlich nicht vorhersehbare Anteil des Wettergeschehens → Chaosforschung, Schmetterlingseffekt. Unter welchen Umständen resultiert eine kleine Ungenauigkeit im Wettermodell bzw. in den Messwerten in einer sehr ungenauen Prognose?

Aus Gründen der Rechenzeit und der großen anfallenden Datenmengen können die beteiligten Luft- und Wassermassen noch nicht mit zufriedenstellender Genauigkeit berücksichtigt werden. Es spielen zu viele einzelne Faktoren eine Rolle, deren Zusammenspiel man bis dato und auch in näherer Zukunft nicht vollständig analysieren kann. Daher machen lokale Einflüsse wie Gebirge und ihre unregelmäßig geformten Hänge, Effekte unterschiedlicher Einstrahlung durch „falsch“ berechnete Bewölkung, der Bewuchs oder das Gestein so viel aus, dass die Treffsicherheit für die nächsten 4 bis 7 Tage erheblich sinkt. Das theoretische Limit der Wettervorhersage wird heute bei 14 Tagen angenommen. Darüber hinaus befindet man sich im Bereich der Klimavorhersage, wie der subsaisonalen, saisonalen oder dekadischen Vorhersage, und kann nur noch statistische Aussagen über längere Zeiträume treffen, aber keine konkreten Ereignisse mehr seriös vorhersagen.
Aus den vorhandenen Datenmodellen lassen sich für unterschiedliche Vorhersagebereiche dennoch sehr zuverlässige Vorhersagen für wetterabhängige Branchen erstellen. Der Deutsche Wetterdienst hat ein Vorhersagemodul für die Kornfeuchte bei vollreifem Getreide erstellt. Dieses Modell sagt mit hoher Genauigkeit die Kornfeuchte von Getreide anhand von Bodenfeuchte, Luftfeuchte und Sonneneinstrahlung vorher. Die Vorhersagezeit reicht 5 Tage in die Zukunft. Die Vorhersagen werden nur in der Zeit der Getreideernte im Sommer erstellt.
Die Theorie der Meteorologie ist zwar durch die Gasgesetze, die Thermodynamik und die Strömungslehre weitgehend geklärt, kann aber durch kleinräumige Effekte von bis zu Kilometer-Dimensionen nicht alle Luftbewegungen mit ausreichender Genauigkeit berechnen. So kann beispielsweise an einem sonnigen Tag die Temperatur über dunklen und hellen Flächen um mehrere Grad differieren. Ähnliches tritt zwischen Sonnenseite und Schattenseite eines Gebirgskammes auf oder zwischen Gewässern und festem Boden.

### Wetter-Apps
Wetterprognose-Apps sind sehr beliebt, und sie sind auf vielen Smartphones vorinstalliert (z. B. „Weather“ auf iPhones). Die Apps beziehen ihre Prognosen nicht selten aus dem öffentlich zugänglichen und kostenlosen GFS-Modell der US-amerikanischen NOAA. Dies hat für den Benutzer den Vorteil, dass Prognosen für die gesamte Welt verfügbar sind, und für den Anbieter den, dass softwaretechnisch keine Integration mit regionalen Wetterprognosen notwendig ist. Jedoch arbeitet GFS mit einem 28 km × 28 km-Raster, was zum Beispiel eine genaue Abbildung von Gebirgszügen verunmöglicht – sie erscheinen im meteorologischen Modell als Hochebenen. Die Wetterprognose für Sion zum Beispiel – 515 m über Meer, mitten in den Alpen gelegen und einer der wärmsten Orte der Schweiz – entsteht dann über eine Anpassung an frühere Erfahrungswerte, und nicht direkt aus dem Wettermodell.
Des Weiteren wird kritisiert, dass Wetter-Apps selten darüber aufklären, wo deren Grenzen liegen. Zum Beispiel werden langfristige Prognosen oft gleich präsentiert wie die wesentlich zuverlässigeren kurzfristigen Prognosen. Auch fehlen oft Hinweise darauf, wie oft und zu welchen Zeitpunkten die Prognosen erneuert werden.

### Wet bias
Das sogenannte „Nässe-Bias“ ist eine absichtlich eingeführte systematische Verzerrung in den Wetterprognosen. Sie sorgt dafür, dass nasseres Wetter vorausgesagt wird, als (statistisch gesehen) tatsächlich eintrifft.

## Geschichte
Die Abschätzung der zukünftigen Wetterentwicklung interessiert die Menschen seit Jahrtausenden und ist Gegenstand intensiver Erfahrung (siehe: Wetterzeichen) und zunehmender Forschung.
Versuche, das Wetter vorherzusagen, sind seit dem Altertum überliefert und dürften noch länger zurückreichen, wenn man bedenkt, wie stark Menschen – besonders in der Landwirtschaft – von Niederschlag und Temperatur abhängig waren.
Sogenannte Lostage, als Bauernregel bekannt, sind als Versuch anzusehen, analog den scheinbar immer wieder gleich ablaufenden Jahreszeiten die Zeiten dazwischen weiter in wetterrelevante Abschnitte zu unterteilen. Man ging davon aus, dass an Lostagen – ähnlich einem Knoten in einem Entscheidungsbaum – das Wetter und die Witterung, abhängig vom Zustand an diesem Tag, einen gewissen weiteren Verlauf nehmen würden, der aus Überlieferungen und später Aufzeichnungen ermittelt werden könne. Die wissenschaftlich fundierte Wettervorhersage begann übrigens mit ähnlichen Methoden: Man versuchte in der Zeit vor der Telegraphie, im Wetter kurzfristige Muster zu erkennen und zum Beispiel aus den Niederschlägen, der Temperatur und dem Luftdruck der letzten drei Tage das Wetter von Morgen vorauszusagen.

### Technische Fortschritte

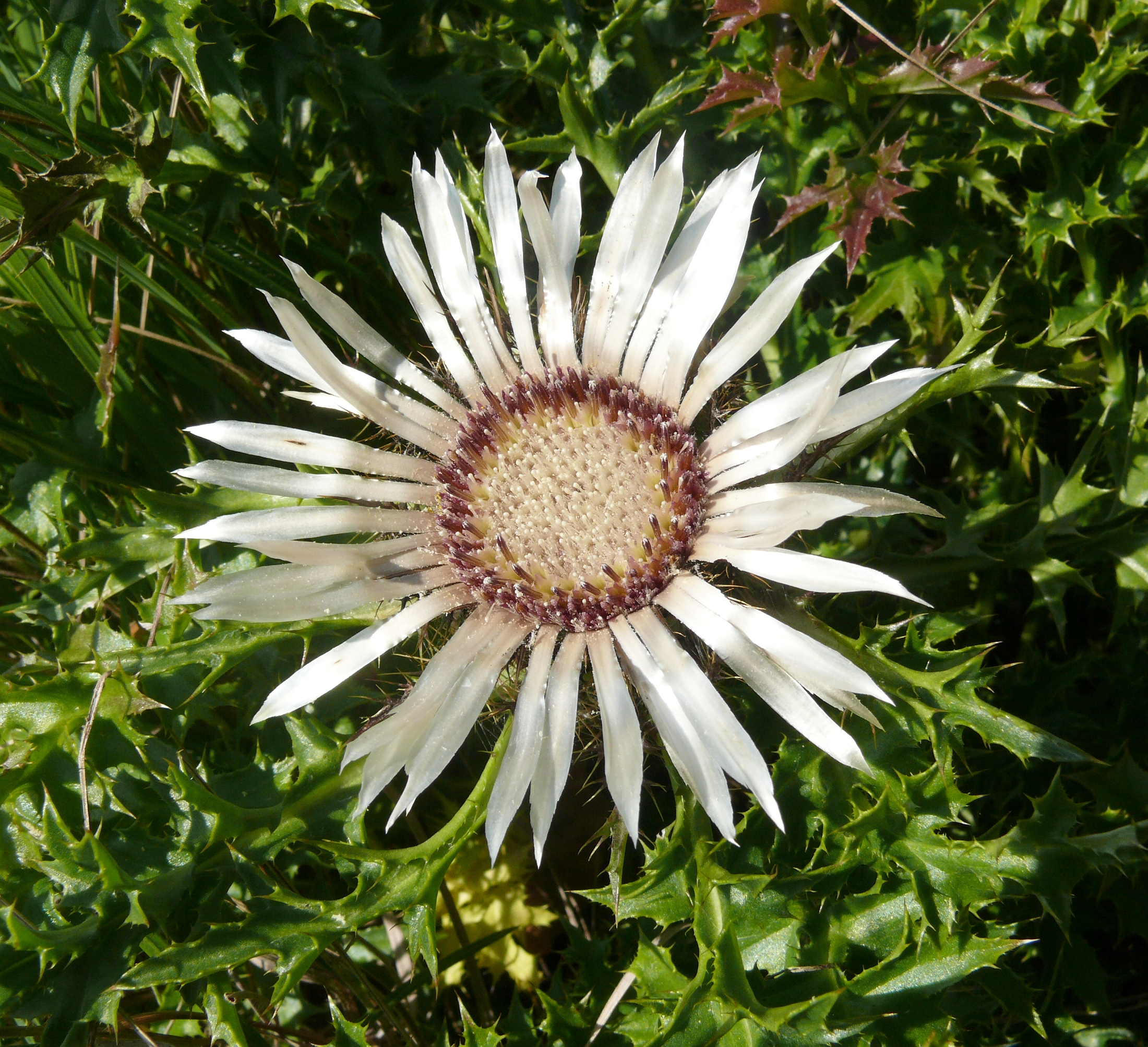
Die Silberdistel als Luftfeuchtigkeitsanzeiger

Otto von Guericke erkannte im Jahr 1660 erstmals den Zusammenhang zwischen Abfallen des Luftdrucks und Aufzug eines Unwetters. Einfache Hygrometer waren auch schon früher bekannt – etwa die „Wetterdistel“, deren aufgerollte Blütenblätter eine erhöhte Luftfeuchtigkeit anzeigen und so vor Regen warnten.
Ein europäisches Stationsnetz mit gleichzeitigen Beobachtungen für die synoptische Methode entstand bald nach 1800. Fehlende Kommunikationsmöglichkeiten verhinderten aber ihren Siegeszug: Reiter und Postkutschen waren nämlich mit 60 bis 120 Kilometern pro Tag zu langsam, um die Messdaten in nützlicher Frist zu einer entfernten Großstadt zu befördern – die Geschwindigkeit von Wetterfronten beträgt nämlich etwa 30 bis 60 km/h.
Der erste entscheidende Umbruch in der Wettervorhersage geschah somit durch die flächendeckende Ausbreitung der Telegraphennetze im 19. Jahrhundert. Die kommerzielle Telegraphie entstand 1835, flächendeckende Netze in europäischen Ländern gab es um 1855, und die erste Ost-West-Telegraphenverbindung in den USA kam im Jahre 1861 zustande. Dank Telegrammen konnte man die Messdaten je nach Windrichtung dem Wetter „vorausschicken“, was erste brauchbare Wetterprognosen ermöglichte: Die Londoner Times veröffentlichte 1861 die ersten Wetterprognosen, und erste Wetterkarten wurden im selben Jahr publiziert; in Frankreich veröffentlichte die L’Opinion nationale ab 1876 einen täglichen Wetterbericht.

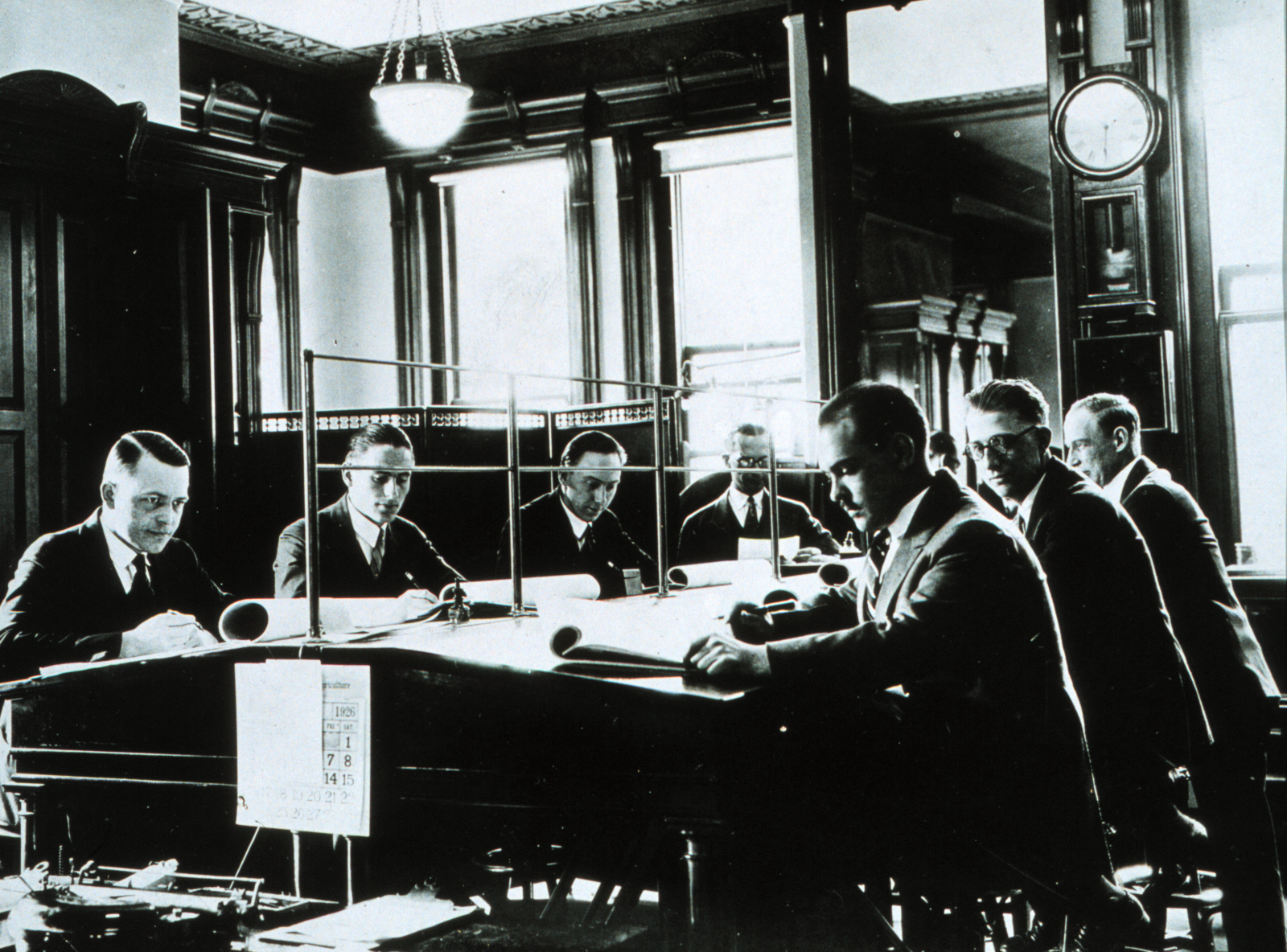
Meteorologen erstellen Voraussagen (1926)

Zwei Briten, Francis Beaufort und Robert FitzRoy, sind eng mit der Verbesserung der Wetterprognosen verknüpft. Beaufort entwickelte die nach ihm benannte Wind-Skala, und FitzRoy leitete im Board of Trade eine Abteilung, welche Wettermeldungen von Schiffskapitänen sammelte. Im Jahre 1859 geschah das Unglück des Schiffes Royal Charter, welches in einem schweren Sturm kenterte. Dies veranlasste FitzRoy, Wetterkarten zu zeichnen, und fünfzehn Wetterstationen an Land lieferten Daten für Sturmwarnungen, die dann wiederum per Telegraphen an die Häfen weitergeleitet wurden. In der Industrialisierung, während der 1870er Jahre, wurde das Telegraphennetz schließlich so weit ausgebaut, dass synoptische Wettervorhersagen ermöglicht wurden. In Ergänzung zur Telegraphie mussten auch standardisierte Begriffe für Wetterlagen und Wolkentypen erschaffen werden (1802 erste Klassifizierung durch Luke Howard, 1896 veröffentlichte die World Meteorological Organization den International Cloud Atlas als erstes Standardwerk). Um 1900 entstanden viele nationale Wetterdienste, die in Kooperation eine großräumige synoptische Wettervorhersage entwickelten. Im Jahre 1911 sendete das britische „Met Office“ über das Radio erste Sturmwarnungen zu Händen von Seeleuten, und der nordatlantische Eis-Warndienst entstand als Folge des Titanic-Unglücks 1912.
Da für Wetterprognosen aktuelle Messwerte unerlässlich sind, wurde schon früh an automatischen Wetterstationen gearbeitet, um Wetterdaten von abgelegenen Gebieten zu erhalten. So baute die deutsche Kriegsmarine im Spätjahr 1943 in Kanada eine batteriebetriebene Wetterstation auf, die während sechs Monaten alle drei Stunden Messwerte senden sollte.

### Das zukünftige Wetter wird berechnet
Der englische Wissenschaftler Lewis Fry Richardson entwarf 1922 die erste Idee zur Wettervorhersage mittels „Computern“. (Früher war „Computer“ die Bezeichnung für einen Menschen, der Berechnungen anstellt, so etwa in der Landesvermessung.) Er stellte sich vor, die gesamte Atmosphäre der Erde könne man in Abteilungen unterteilen; die Grenzen zwischen diesen Abteilungen werden durch die Höhe über Meer sowie durch die Breiten- und Längengrade definiert. In jeder dieser Abteilungen „sitzt“ ein Mensch, der bestimmte lineare Gleichungen anwendet. Er berechnet aus dem physikalischen Zustand seiner eigenen sowie benachbarter Abteilungen (Windgeschwindigkeit, Windrichtung, Luftfeuchte, Temperatur…) Vorhersagewerte für sein Abteil und gibt die Resultate seinen benachbarten Abteilungen weiter, damit diese den nächsten Berechnungsschritt durchführen können. Dieses Grundprinzip – die Unterteilung der Atmosphäre in Kompartimente, die jeweils zu Beginn der Berechnung mit tatsächlichen, gemessenen Startwerten initialisiert werden – wird heute noch angewendet.
Heutzutage ist die Wettervorhersage ohne leistungsfähige Rechner undenkbar, und in den 1950er und 1960er Jahren war die Meteorologie die treibende Kraft hinter dem Bau der ersten Supercomputer. Von der Computertechnik her interessant ist, dass bei der Wetterprognose die identischen Rechenschritte unzählige Male ausgeführt werden müssen – nämlich für jedes der Kompartimente einmal. Somit eignen sich Parallelrechner, welche Operationen gleichzeitig (parallel) anstelle nacheinander (seriell) durchführen, besonders für die Wettervorhersage. Da aber die Geschwindigkeit der einzelnen Computer-Prozessoren seit den 2010er Jahren kaum noch erhöht werden kann, verfügen die leistungsfähigsten Computer der Welt ohnehin über Tausende von Prozessoren bzw. Prozessorkerne, die gleichzeitig an denselben Aufgaben rechnen.
Die Bedeutung von Supercomputern und einer ausreichenden Datengrundlage wurde durch den Hurrikan Sandy (2012) unterstrichen. Während der amerikanische National Weather Service auf einem Rechner verschiedene Prognosemodelle betrieb, besaß das europäische ECMWF ein leistungsfähigeres Rechenzentrum, welches nur mit einem Modell arbeitete. Während das ECMWF bereits sieben Tage vorher – und mit geringer Irrtumswahrscheinlichkeit – prognostizieren konnte, dass der Hurrikan aufs amerikanische Festland stoßen wird, hielt das Modell des NWS dies für unwahrscheinlich. Dank dem besseren ECMWF-Modell konnte die Katastrophenwarnung wesentlich früher herausgegeben werden – allerdings haben spätere Berechnungen gezeigt, dass das ECMWF-Modell ohne die Daten der polaren Wettersatelliten zum selben Ergebnis wie der NWS gekommen wäre.

### Mehr und bessere Daten
Seit den 1950er Jahren wurde die Datengrundlage der rechnerischen Wettervorhersage ebenfalls verbessert, so zum Beispiel durch Wettersatelliten, ein Netz von Radiowettersonden und Wetterradars. Dabei stieg der relativ zuverlässige Vorhersagezeitraum in mittleren Breiten von etwa 3 Tagen auf 4–5 Tage, was für viele Sparten der Wirtschaft, im Verkehr oder im Bauwesen sowie für Planungen in der Landwirtschaft eine merkliche Verbesserung bedeutete.
Auch die Automatisierung und die Vernetzung der Wetterstationen brachte große Fortschritte. Während Wetterstationen früher noch von Fachleuten betrieben und unterhalten werden mussten, senden moderne Wetterstationen die Daten automatisch an die Wetterdienste. Wetterstationen mit einer eigenen Stromversorgung (Solarzellen und Akkus) und einem Satellitenmodem können auch in den abgelegensten Gebieten aufgestellt und jahrelang betrieben werden.
Neuere Entwicklungen in den Datenwissenschaften ermöglichen es etwa, in den Messwerten selbst Muster zu erkennen und zum Beispiel herauszufinden, welche Messstationen unter welchen Umständen die bedeutendsten oder die zuverlässigsten Werte liefern. So lassen sich auch mit privaten, kaum standardisierten Wetterstationen nützliche Erkenntnisse gewinnen.

### Künstliche Intelligenz
Wettervorhersage mit Hilfe von Neuronalen Netzwerken geht bis in die 80er Jahre zurück. Doch erst mit dem Aufkommen von großen Basismodellen (engl. foundation model) ab 2022 fanden diese auch Eingang in die Meteorologie, welche historische Wetterdaten in Datenbanken bereit hielt.
Solche Basismodelle verwenden keine physik-basierte Atmosphären- oder Ozeanmodellierung oder große Sprachmodelle. Stattdessen lernen sie ausschließlich aus Datenbanken wie der ECMWF-Reanalyse ERA5 (öffentlich einsehbare Wetterdaten aus mehreren Jahrzehnten). Diese KI-Modelle benötigen in der Regel weit weniger Rechenleistung als physik-basierte Modelle.
Das Aurora-Modell von Microsoft wurde an über einer Mio. Stunden an geophysikalischen Daten trainiert und ist weitaus schneller als bisherige numerische Modelle. Es liefert
- 5 Tage Vorhersage globaler Luftverschmutzung durch bestimmte Gase und Vorhersagen von Zyklon-Zugbahnen
- 10 Tage Wettervorhersage und Ozeanwellen mit geringer Auflösung.

Das Modell GenCast von DeepMind (Google) ist ein Wettervorhersage-Modell, welches auf maschinellem Lernen basiert. Es erzeugt binnen 8 Minuten Rechenzeit eine Gruppe stochastischer globaler 15-Tage-Vorhersagen in 12-Stunden-Schritten und mit einer Auflösung von 0,25° (Breiten- und Längengrad, ca. 10 km in Europa) für mehr als 80 Oberflächen- und atmosphärische Variablen. Ebenso wie Aurora wurde es mit ERA5-Daten trainiert. Insbesondere können damit die Bahn von Zyklonen und Extremwetter vorhergesagt werden.

### Übersicht über die Entwicklungen
Fortschritte in der Wetterprognose geschahen seit den 1950er Jahren – ohne eine zeitliche Reihenfolge aufzustellen – durch:
- Messstationen
  - Stationen sind zahlreicher geworden, dichteres Netz
  - Messung zusätzlicher Parameter wie Smogpartikel (die als Kondensationskeime für Niederschlag dienen)
  - automatische Übermittlung der Messwerte
- Wetterballone
  - heute auch mit GPS
- Wetterradars
  - für die kurzfristige Prognose
  - um die Regenmengen-Messungen der Wetterstationen zu ergänzen
  - Fähigkeit, zwischen verschiedenen Niederschlagsarten und -intensitäten zu unterscheiden
- verbesserte Simulationsmodelle wie z. B. das Non-hydrostatic Mesoscale Model im Rahmen des Weather Research and Forecasting Model
- spezialisierte Prognosen und Wettermodelle
  - Hurrikanwarnungen, Lawinenwarnungen
  - Einschätzung der Waldbrandgefahr, voraussichtliche Ausbreitung von Waldbränden
  - Flutwarnungen, indem die vorausgesagte Niederschlagsmenge mit der Abfluss-Kapazität von Flüssen kombiniert wird (siehe Hydrologie)
  - Vegetationsprognosen z. B. für Landwirte und Pollen-Allergiker
- Fernerkundung durch Satelliten
  - nicht nur das sichtbare Licht, sondern auch das Infrarotspektrum wird nun ausgewertet
  - Vegetationsanalysen – der unterschiedliche Pflanzenbewuchs beeinflusst die Erwärmung des Bodens und die Verdunstung von Wasser, beides Faktoren, welche wiederum das Wetter beeinflussen
  - verbesserte topographische Modelle (SRTM), um Wind und Steigungsregen besser zu modellieren
- leistungsfähigere Computer
  - für mehr Modellläufe innerhalb derselben Zeit: Stimmen die Prognosen überein, auch wenn man die Startwerte leicht verändert? (→ Ensemble-Modelle)
  - ermöglicht eine Verkleinerung des Rasters bei den Rechenmodellen, um die Zuverlässigkeit der Modelle zu erhöhen
    - Beispiele: Global Forecasting System der NOAA: weltweit 28 km × 28 km bzw. 70 km × 70 km,[13] europaweit 3 km × 3 km bei bestimmten Modellen der Firma meteoblue, COSMO-DE des Deutschen Wetterdienstes 2,8 km × 2,8 km mit 50 Höhenschichten,[14] MeteoSchweiz COSMO-1 mit 1,1 km × 1,1 km[15][16], AROME der ZAMG in Österreich 2,5 × 2,5 km[17]
- (Online-)Wetterdienste
  - Lokale Wetterprognosen, z. B. durch die Anpassung einer großräumigen Prognose an die lokalen Begebenheiten mittels Erfahrungswerten
  - Entstehung privater Wetterdienste; Konkurrenzkämpfe
  - verändertes Freizeitverhalten der Bevölkerung (Outdoorsport zum Beispiel) bedingt genauere Prognosen: Die Menschen möchten schon am Montag wissen, ob das Wochenendwetter gut ist

Ausblick in die Zukunft:
- Die Verkleinerung des Gitters, bedingt durch leistungsfähigere Computer, erlaubt noch genauere und noch langfristigere Prognosen.
- Die heutigen Rastergrößen (4 km × 4 km) sind oftmals größer als typische Gewitterzellen. Mit verkleinerten Gittern (z. B. 1 km × 1 km) lassen sich kleinräumige Phänomene wie die Konvektion von Luftmassen überhaupt modellieren, und somit der Entstehungsort und -zeitpunkt von Gewittern[14]. Ähnliches kann auch für Tornados gesagt werden, für die bislang noch keine brauchbaren Prognosemodelle existieren.
- Noch besseres Verständnis meteorologischer Effekte, insbesondere das Zusammenspiel des Bodens mit den untersten Schichten der Atmosphäre.

## Wettervorhersage in den Medien

### Deutschland
Im deutschen Fernsehen:
- Bei Wetterkarten im Fernsehen und in Zeitungen ist es üblich, das Sende- oder Verbreitungsgebiet grafisch hervorzuheben. So ist bei der Wetterkarte im Ersten Deutschland farblich von den Nachbarländern abgesetzt; in den Karten der Regionalsendungen des WDR ist die Landesgrenze von Nordrhein-Westfalen erkennbar.
- Bei den beiden großen Fernsehsendern (Das Erste und ZDF) ist die grafische Hervorhebung Deutschlands erst seit der Wiedervereinigung 1990 üblich. Davor kam sowohl in der Tagesschau als auch in heute eine Mitteleuropakarte ohne Grenzen zum Einsatz.
- Trotz der deutschen Teilung wurde in den Wetterberichten von Das Erste und ZDF das Wetter für beide deutschen Staaten vorhergesagt, was am auffälligsten durch eine gesamtdeutsche Verwendung der Wettersymbole zum Ausdruck kam. Während in der Wetterkarte des Ersten einige westdeutsche Großstädte und Berlin eingezeichnet waren, war auf der ZDF-Karte auch Leipzig zu finden. Der Begriff DDR wurde nicht verwendet, stattdessen hieß es „im Osten“, analog zu „im Norden“ oder „im Südwesten“ für Regionen in der damaligen Bundesrepublik.
- Bis in die 1960er-Jahre wurde auf der Wetterkarte der Tagesschau Deutschland in den Grenzen von 1937 dargestellt.
- Nach dem parlamentarischen Beschluss der Wiedervereinigung führte zuerst die Tagesschau eine Wetterkarte ein, die das klar umrissene Gebiet des wiedervereinigten Deutschlands zeigte.
- Die Deutschland-Wetterkarte der 20-Uhr-Tagesschau enthielt am 30. März 2008 folgende Städte: Kiel, Hamburg, Hannover, Köln, Frankfurt, Stuttgart, München, Rostock, Berlin und Dresden. In der 19-Uhr-heute-Karte waren es statt Hannover, Köln und Frankfurt jedoch Kassel, Bonn und Saarbrücken (in anderen heute-Ausgaben wird eine detailliertere Karte mit weiteren Städten eingeblendet).
- Eine angeblich übertriebene Darstellung der Sommerhitze auf Wetterkarten in Zusammenhang mit dem Klimawandel entbehrt jeder Grundlage.[18]

### Österreich
Österreich wird längs vom Alpenhauptkamm durchzogen, der eine deutliche Wetterscheide bildet. Oft treten Wettererscheinungen nur regional auf, was auf einer Umrisskarte Österreichs samt den Bundesländergrenzen gerne durch einen Präsentator mit die Gebiete überstreichenden Handgesten oder per Fingerzeig etwa durch Bernhard Kletter veranschaulicht wurde oder wird. Die Daten werden von den staatlichen Wetterdiensten ZAMG bzw. Austrocontrol (Flugwetter) erhoben und Prognoserechnungen (AROME-Modellkette und INCA-Nowcasting), Wetterberatung und -warnung durchgeführt. Daneben gibt es einige private Wetterdienste z. B. UBIMET mit eigenen Messstellen sowie weitere Behörden (Umweltämter, hydrologische Dienste, Straßenmeisterei, Lawinenwarndienste, die meteorologische Messungen durchführen). Es gibt 5 Wetterradare (Wien-Flughafen, Salzburg, Innsbruck, Zirbitzkogel, Valluga) und 4 Wetterballonstartplätze (Wien, Graz, Linz, Innsbruck) sowie mehrere hundert weitgehend automatisierte Bodenstationen. Der staatliche Rundfunk ORF besitzt für die Vorhersage eine eigene Wetterredaktion (ähnlich dem ZDF in Deutschland), der auch erfahrene Meteorologen angehören.
In frühen Jahren, etwa um 1970, noch in Schwarz-Weiß, war in der Rückwand des Studios ein weniger als 1 m breiter Bildschirm eingelassen, auf den von hinten Wettersymbole und Temperaturwerte hell projiziert wurden. Die aufkommenden Farbfernsehkameras verlangten nach größerer Beleuchtungsstärke, die nur mehr durch Frontprojektion auf einen retroreflektierenden Schirm erzielt werden konnte, was jedoch an den Konturen des im Projektionsstrahl stehenden Moderators Schatten mit sich bringt. Mit der digitalen Bildverarbeitung wurde es später möglich, zwei Bewegtbilder live zusammenzusetzen. Der Präsentator scheint vor einer Wand mit der Fernsehbildbreite füllenden Wetterkarte zu stehen und auf sie zu schauen, während er einmal links und danach rechts im Bild steht, um mit Gesten Gebiete im Osten bzw. Westen des Landes zu veranschaulichen oder auf besprochene Symbole zu zeigen. Tatsächlich ist die Studiorückwand jedoch einfärbig grün oder blau, um die Wetterkarte samt bewegten farbigen Elementen dort ins zu übertragende Gesamtbild hineinzurechnen, wo der Moderator den einfarbigen Hintergrund nicht abdeckt. Der Moderator steht dabei seitlich (einmal links und einmal rechts) von der Kartenmitte (des Gesamtbilds) scheint auf die Karte an der nahen Studiowand zu schauen, während er das Wettergeschehen mit Handgesten erläutert. Tatsächlich sieht er jedoch auf einen Kontrollmonitor (von zweien) mit dem Gesamtbild etwas außerhalb der Kamerasicht.

### Schweiz

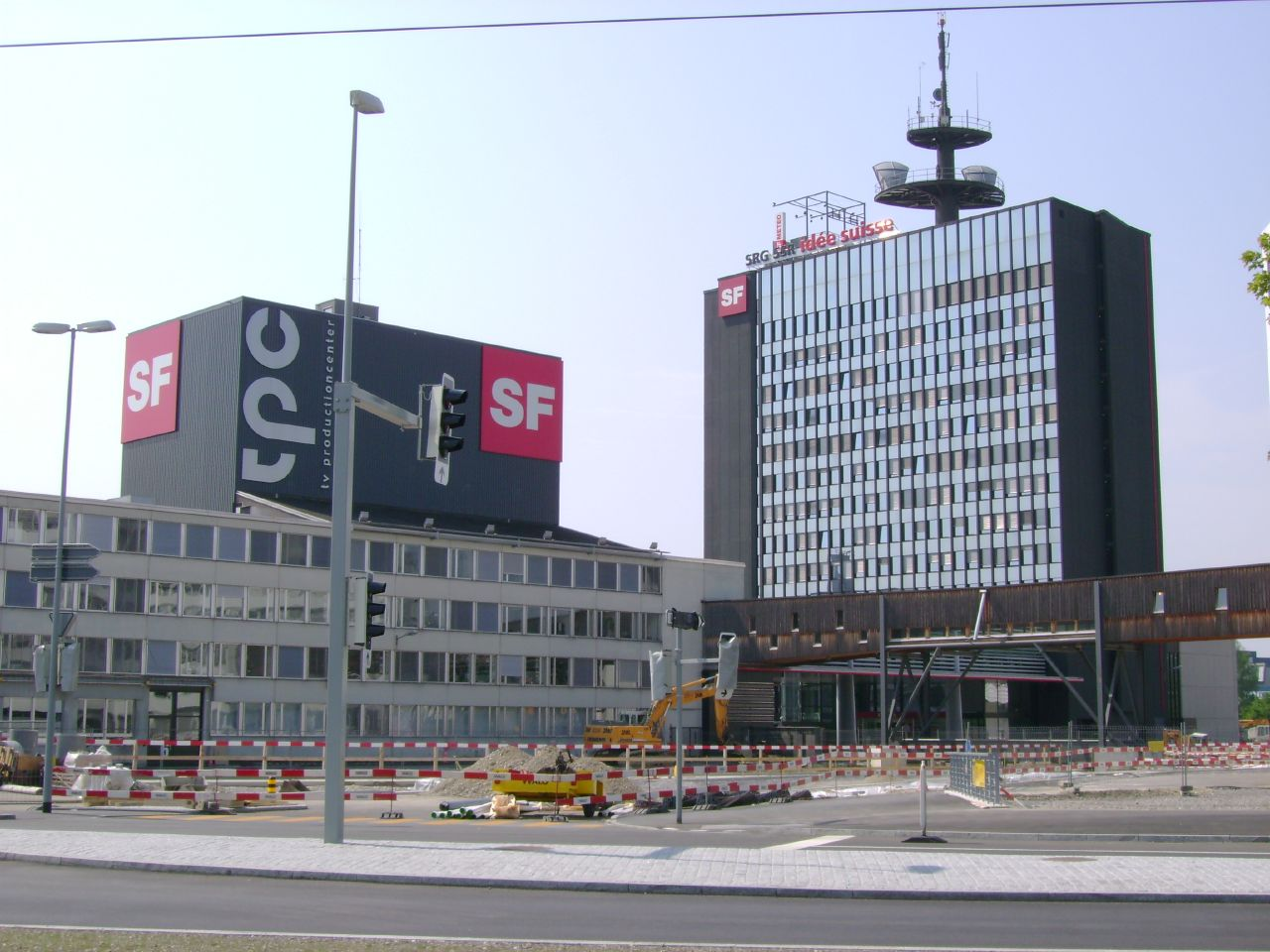
Das Leutschenbach in Zürich. Das Wetterstudio ist auf dem Dach zu erkennen.

Nach den Hauptnachrichten auf SRF wird die Sendung SRF Meteo live und bei fast jedem Wetter vom Dach des TV-Studios Leutschenbach präsentiert. Werden Diagramme eingeblendet, wird der Moderator nicht gezeigt; es erfolgt der Einfachheit halber eine Trennung der aufgenommenen und computergenerierten Bilder. Das Studio verfügt über eine mit Wasser gefüllte, flache Wanne, anhand welcher der aktuelle Wind und Niederschlag zu erkennen sind.